# Moses ibn Esra
Moses ben Jakob ibn Esra (geboren um 1055 in Granada, Spanien; gestorben um 1138; nach arabischer Kunja Abu Harun), auch bekannt als רַמבַּ״ע Ramba (רַבִּי מֹשֶׁה בֶּן עֶזְרָא Rabbi Mosche ben ʿEzra) war ein andalusisch-jüdischer Schriftsteller und Philosoph und „einer der bedeutendsten Dichter der iberisch-sephardischen Kultur“.

## Leben
Moses ibn Esra war Schüler von Isaak ibn Ghayyat in Lucena, damals „Stadt der Dichtkunst“ genannt. In seiner Jugend erwarb er eine umfassende jüdische und arabische Bildung. Er scheint in Granada eine Ehrenstellung gehabt zu haben, da ihm der arabische Titel ṣāḥib al-shurṭah („Polizeipräfekt“) verliehen wurde – freilich möglicherweise nur ehrenhalber. Ibn Esra ermutigte Jehuda ha-Levi in seinen frühen schriftstellerischen Bemühungen und lud ihn nach Granada ein, wo die beiden eine lang anhaltende Freundschaft schlossen. Eine entscheidende Änderung trat in Ibn Esras Leben im Jahre 1090 ein, als Granada von den Almoraviden erobert und die dortige jüdische Gemeinde zerstört wurde. Die Mitglieder der Familie Ibn Esra flüchteten in verschiedene Orte, Moses blieb jedoch noch eine Weile in Granada, aus unbekannten Gründen. Schließlich gelang es auch ihm, in den christlichen Teil Spaniens zu fliehen. Die Rückkehr in seine Heimatstadt blieb ihm verwehrt. Seine späten Lebensjahre waren voller persönlicher und beruflicher Enttäuschungen. Er wanderte im christlichen Spanien von Ort zu Ort und suchte die Hilfe vermögender Mäzene, für die er Lobpreisungen schreiben musste, und starb schließlich fern von Granada.

## Poesie
Ibn Esra verfasste sowohl weltliche als auch religiöse Gedichte. Nach dem Lehrbuch der jüdischen Geschichte und Literatur von 1896 nimmt Moses ibn Esra „eine der ersten Stellen unter den jüdisch-spanischen Dichtern ein“, wird der sogenannten „spanischen Schule“ der jüdischen Dichtung des Mittelalters zugerechnet und befasste sich auch mit der theoretischen Poetik. Seine arabisch geschriebene Abhandlung über Rhetorik und Poesie ist eines der frühesten Werke über hebräische Dichtkunst und als solche in der hebräischen Literatur des Mittelalters einzigartig. Er schrieb es in fortgeschrittenem Alter (nach 1135) als Antwort auf acht Fragen eines Freundes über hebräische Dichtkunst. Das Werk wurde von B. Z. Halper unter dem Titel „Schirat Jisrael“ ins Hebräische übersetzt (Leipzig, 1924). Ein großer Teil des Werks befasst sich mit den vom Autor so genannten „poetischen Verzierungen“, d. h. rhetorische Formen und metaphorische Sprache. Das Werk ist in der zwanglosen arabischen „Adab“-Form geschrieben.
In seinen Gedichten hielt sich Ibn Esra streng an die Gesetze der Prosodie. Der Gelehrte Juda al-Charisi (1165–1225) meint, dass seine Verse „mehr als andere die Dichter selbst ansprechen, wegen ihrer außergewöhnlichen rhetorischen Form“. Die weltlichen Gedichte ibn Esras stehen in der Tradition von Schmuel ha-Nagid, mit dem ihn eine überschäumende Lebenslust verbindet. Daneben verfasste er Meditationen über Leben und Tod, ebenfalls in der Tradition von Schmuel ha-Nagid. Unter seinen Pijjutim (religiöse Gedichte) haben Slichot (Gebete um Vergebung) zum Teil auch Aufnahme in die Liturgie gefunden.

## Philosophie
Ibn Esra war ein erfolgreicher Dichter und Literaturkritiker, seine philosophischen Leistungen treten jedoch dahinter zurück. Seine philosophischen Ansichten sammelte er in einem arabisch geschriebenen Werk, wovon eine anonyme hebräische Teilübersetzung im 19. Jahrhundert unter dem Titel Arugat ha-Bosem („Duftgarten“) veröffentlicht wurde. Hierbei geht es um die Stellung des Menschen im Universum, die Unmöglichkeit, Gott zu erkennen, und den Intellekt. Philosophisch orientierte sich Ibn Esra am Neuplatonismus und stand unter dem Einfluss des Mekor Chajim („Quelle des Lebens“) von Ibn Gabirol. Im Sinne des Neuplatonismus beschreibt Ibn Esra den Menschen als einen Mikrokosmos. Die Geheimnisse der Schöpfung deuten auf einen weisen Schöpfer hin, ein sich selbst genügendes einzigartiges Wesen, das der Schöpfung vorausgeht. Aus der absoluten Einheit Gottes folgt, dass die göttliche Essenz durch den menschlichen Verstand nicht zu begreifen ist, sondern nur durch Metaphern ausgedrückt werden kann. Wie die menschlichen Augen die Sonne nicht zu sehen vermögen, so kann der menschliche Geist Gott in seiner Vollendung nicht erkennen. Jegliche Erkenntnis Gottes, die der Mensch erreichen kann, muss mit der Erkenntnis der eigenen Seele beginnen; dies ist jedoch erst nach der Befreiung von sinnlichen Gelüsten möglich.
Im Sinne der neuplatonischen Emanationslehre postuliert ibn Esra den aktiven Intellekt, der als Gottes erste Schöpfung aus dem göttlichen Willen entsteht. Ibn Esra begreift den Intellekt als eine einfache und reine Substanz, die in sich die Formen sämtlicher existierender Dinge enthält.

## Musik nach Gedichten
- The Divan of Moses Ibn Ezra von Mario Castelnuovo-Tedesco für Gitarre und Gesang[5]